# Shankar Pokhari
Shankar Pokhari – gaun wikas samiti w zachodniej części Nepalu w strefie Dhawalagiri w dystrykcie Parbat. Według nepalskiego spisu powszechnego z 2001 roku liczył on 936 gospodarstw domowych i 4540 mieszkańców (2520 kobiet i 2020 mężczyzn).